# Classificação de Child-Pugh
Na medicina (gastroenterologia), a classificação de Child-Pugh, também conhecida como classificação de Child-Turcotte-Pugh, é usada para avaliar o prognóstico da doença hepática crônica, principalmente da cirrose. Embora tenha sido usado originalmente para predizer a mortalidade durante a cirurgia, a escala é usada atualmente para determinar o prognóstico, assim como a necessidade de transplante hepático.

## Pontuação
A pontuação emprega dois critérios clínicos e três critérios laboratoriais para a doença hepática. Cada critério é pontuado entre 1-3, com 3 indicando a condição mais severa.
| Critério                  | 1 ponto    | 2 pontos                               | 3 pontos                    |
| Bilirrubina total (mg/dl) | <2         | 2-3                                    | >3                          |
| Albumina sérica (g/dl)    | >3,5       | 2,8-3,5                                | <2,8                        |
| TP (s) / INR              | 1-3 / <1,7 | 4-6 / 1,7-2,3                          | >6 / >2,3                   |
| Ascite                    | Nenhuma    | Leve                                   | Moderada / Grave            |
| Encefalopatia hepática    | Nenhuma    | Grau I-II (ou suprimida com medicação) | Grau III-IV (ou refratária) |

Na colangite esclerosante primária e cirrose biliar primária, os valores de referência de bilirrubina são alterados para refletir o fato de que estas doenças apresentam níveis altos de bilirrubina conjugada. Nestas doenças, o limite superior para 1 ponto é de 4 mg/dl e o limite superior para 2 pontos é de 10 mg/dl.

## Interpretação
A doença hepática crônica é classificada em Child-Pugh classes A a C, empregando-se a pontuação somada acima.
| Pontos | Classe | Sobrevida em 1 ano | Sobrevida em 2 anos |
| 5-6    | A      | 100%               | 85%                 |
| 7-9    | B      | 81%                | 57%                 |
| 10-15  | C      | 45%                | 35%                 |

## Outros sistemas de pontuação
Embora a classificação de Child-Pugh tenha sido a primeira do tipo em estratificar a gravidade da doença hepática terminal, ela não é o único sistema de pontuação existente. A escala MELD (Modelo para Doença Hepática Terminal) é usada cada vez mais para avaliar pacientes para transplante hepático, embora ambos escores aparentem ser mais ou menos equivalentes.

## História
O Dr. C.G. Child e o Dr J.G. Turcotte da Universidade de Michigan propuseram este sistema de pontuação em 1964. Ele foi modificado por Pugh em 1972. Pugh substituiu os critérios de Child de estado nutricional pelo tempo de protrombina ou INR, eliminando, assim, a parte mais subjetiva do escore.